# インターロイキン-5受容体αサブユニット
インターロイキン-5受容体αサブユニット (-じゅようたい あるふぁ-、IL-5Rα、IL5RA) またはCD125 (Cluster of Differentiation 125) は、インターロイキン5（IL5)受容体のサブユニットの一つ。IL5RAはタンパク質名であり、ヒト遺伝子名も示す。

## 機能
この遺伝子によってコードされるタンパク質は、ヘテロ二量体サイトカイン受容体のインターロイキン5特異的サブユニットである。 受容体は、インターロイキン3（IL3）、コロニー刺激因子2（CSF2 / GM-CSF）、およびインターロイキン5（IL5）の受容体によって共有されるリガンド特異的αサブユニットおよびシグナル伝達βサブユニットからなる。 このタンパク質のIL5への結合は、βサブユニットに依存する。 βサブユニットは、リガンド結合によって活性化され、IL5の生物学的活性に必要とされる。 このタンパク質は、転写因子SOX4のIL5媒介活性化に必要とされるシンデカン結合タンパク質（シンテニン）と相互作用することが見出されている。 3つの異なるアイソフォームをコードする6つの選択的にスプライシングされた転写変異体が報告されている。

## 相互作用
インターロイキン5受容体αサブユニットは、以下のものと相互作用することが示されている：
- IL-5[6][7][8]
- Jak2[9]
- UNC119（英語版）[10]
- SDCBP（英語版）[11]

## ベンラリズマブ
Benralizumabは、重症喘息およびCOPDの治療薬の遺伝子組み換えモノクローナル抗体で、販売名はファセンラ皮下注30mgシリンジ（FASENRA）。インターロイキン-5受容体を標的とし、炎症性呼吸器疾患の主要な標的細胞とされる好酸球の表面に発現するインターロイキン-5受容体αに直接結合し、独自にNK細胞を活性化しアポトーシスを誘導する（プログラム細胞死）。気道の好酸球のほぼ完全な除去を示すことから、日本でも早期認可に向けた迅速な審査を要望され、2018年1月19日に製造販売が承認された。